# Nouveau cimetière juif de Prague
Cet article concerne le cimetière contemporain. Pour l'ancien cimetière de Žižkov, voir Cimetière juif de Žižkov. Pour l'ancien cimetière de la Vieille ville, voir Vieux cimetière juif de Prague.
Le nouveau cimetière juif de Prague (en tchèque : Nový židovský hřbitov) est un cimetière situé à Prague dans le quartier de Žižkov. Il fut créé en 1890, année de la fermeture du cimetière juif de Žižkov. D'une surface de 10 hectares, il accueille 25 000 défunts (dont Franz Kafka) et peut contenir jusqu'à 100 000 tombes.

## Bâtiments, œuvres et monuments
Le temple des cérémonies fut conçu par l'architecte Bedřich Münzberger (cs), et certains des monuments du cimetière ont été signés par Jan Kotěra, Josef Zasch, Josef Fanta ou Čeněk Vosmík (cs). À l'entrée se trouvent des stèles d'honneur en hommage à des célèbres rabbins tels que Nathan Ehrenfeld ou Gustav Sicher. On y trouve aussi le momnument Patria, en hommage à communauté juive disparue de Dolní Kralovice, un monument en hommage aux victimes tchécoslovaques de l'Holocauste réalisé par Zdeněk Vodička et Vladimír Stehlík. Quant à la tombe de la famille Waldes, il comporte des bustes créés par Josef Václav Myslbek.

## Personnes enterrées
- Franz Kafka et ses parents
- Adolph Donath[4]
- Vilém Flusser
- Arne Laurin (en)
- Arnošt Lustig[5]
- Jiří Orten
- Ota Pavel (en)
- Lenka Reinerová
- Jindřich Waldes (en)

## Accès
- Station de métro Želivského